# Ràdio Televisió Valenciana
A Ràdio Televisió Valenciana (RTVV) foi uma entidade da Comunidade Valenciana encarregada da emissão de televisão e rádio públicos daquela região espanhola. Foi criada em 1984, tendo transmitido de 1989 a 2013, ano em que foi fechada por decisão do governo valenciano devido a problemas financeiros.

## História
A Lei de Criação da Ràdio Televisió Valenciana foi aprovada pelas Cortes Valencianas no dia 4 de Julho de 1984. No dia 10 de Março de 1987, começaram as obras da infraestrutura do centro de produção de programas de Canal 9, situado em Burjassot, bem como as instalações da Ràdio 9. Em Março de 1988, constituiu-se o seu conselho de administração. Um mês depois, foi nomeado o primeiro diretor-geral da RTVV pelo Conselho da Comunidade Valenciana.
A Lei de Criação estabeleceu a gestão dos serviços de Rádio e Televisão através de duas empresas públicas em forma de sociedades anónimas: Televisió Autonòmica Valenciana S.A (TVV) e Ràdio Autonomia Valenciana S.A (RAV). Apesar de serem duas sociedades diferentes, dependem do mesmo órgão, sendo este o ente RTVV. O capital da entidade é exclusivamente atribuído pela Generalitat Valenciana, de acordo a dita lei.

## Televisió Autonòmica Valenciana S.A.
Iniciou as suas emissões em provas no dia 2 de Setembro de 1989 da mão de Xelo Miralles, e as emissões regulares no dia 9 de Outubro (dia da Comunidade Valenciana) do mesmo ano com Diego Braguinsky.
- Canal 9 (Canal Nou) é o primeiro canal da televisão pública da Comunidade Valenciana e é emitido desde o Centro de Produção de Programas da RTVV em Burjassot. Os seus conteúdos emitem-se em castelhano (filmes, séries de ficção dobradas, programas "cor-de-rosa") e em valenciano (notícias, programas desportivos, programas infantis e séries de ficção de produção própria). Em Agosto de 2009, iniciaram-se as emissões em provas do canal em Alta Definição, nascendo, assim, o Canal 9 HD.[2]

- Canal Nou Dos (valenciano para "Canal Nove Dois") é o segundo canal da televisão valenciana. A seu programação baseia-se principalmente em conteúdos de produção própria e maioritariamente em valenciano. Este canal substituiu o antigo canal informativo da TVV, Notícies 9. No dia 31 de Março de 2009, emite exclusivamente pela TDT, sendo substituído no analógico pelo novo canal informativo da TVV, 24/9. No dia 6 de Setembro de 2010, o canal muda de nome para Canal Nou Dos.

- Canal Nou 24 (Canal Nou Vint-i-quatre, valenciano para "Canal Nove Vinte e quatro") é o mais recente canal da TVV. Iniciou as suas emissões no dia 3 de Fevereiro de 2009 e, desde o dia 31 de Março de 2009, emite também em analógico substituindo o canal Punt 2.[3] No dia 6 de Setembro de 2010, o canal muda de nome para Canal 9/24.

- Canal 9 Internacional (antes Televisió Valenciana Internacional ou TVVi) é o canal de televisão criado pela RTVV para aproximar e difundir informação sobre a Comunidade Valenciana para promover a cultura, a história, a geografia, a economia, a sociedade, o desporto e qualquer outro âmbito de interesse próprio, em Espanha e no resto do mundo. A partir do mês de Junho de 2010, o canal passou a emitir exclusivamente pela Internet. Em Setembro de 2010, muda de nome para Canal Nou Internacional e, em Março de 2011, deixa de emitir.

## Ràdio Autonomia Valenciana
- Ràdio 9 é a rádio principal da RTVV. Emite uma programação contínua e em valenciano para toda a Comunidade Valenciana.
- Sí Ràdio é uma rádio dedicada à música feita na Comunidade Valenciana.

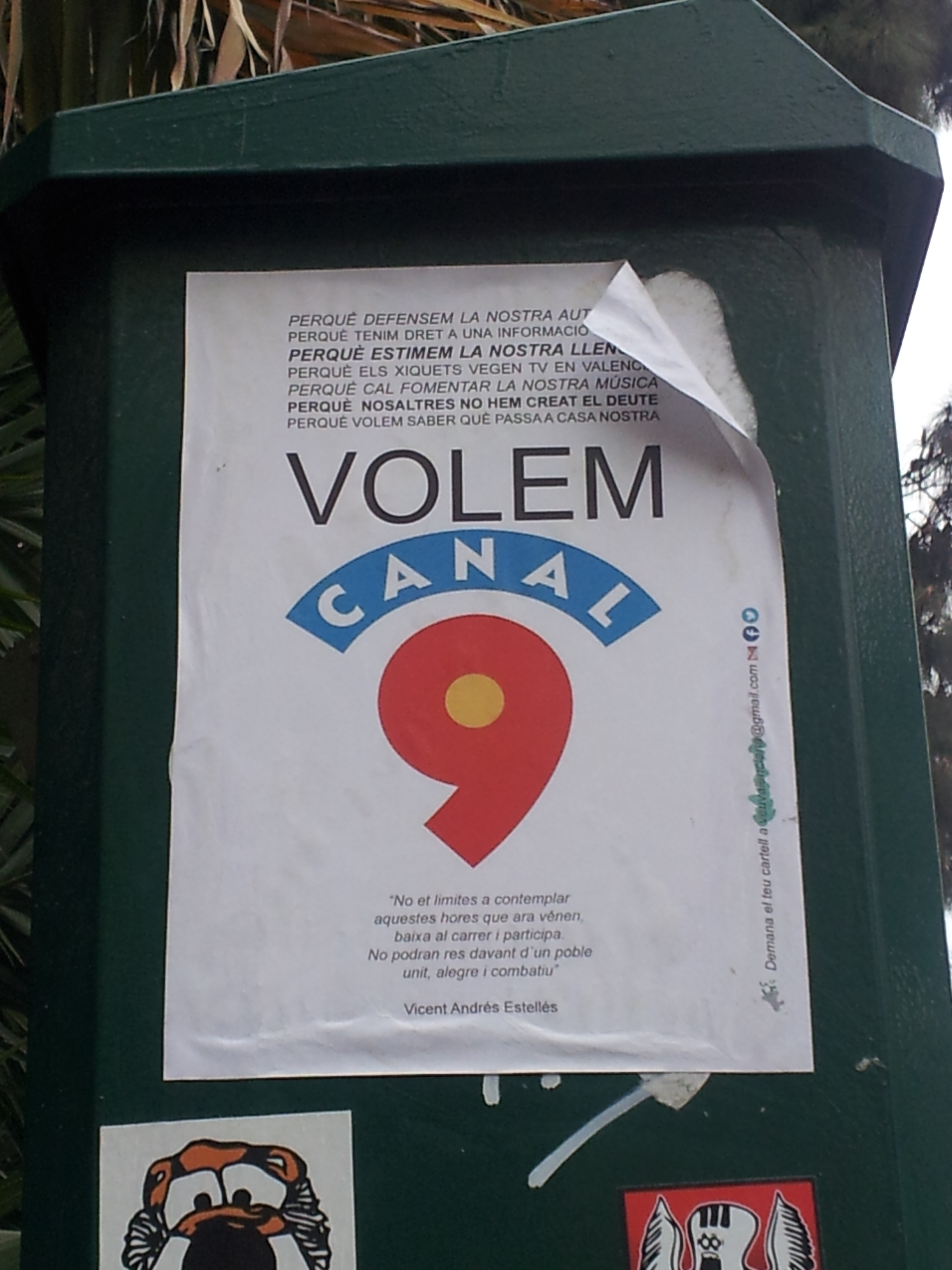
Cartaz de rua em fevereiro de 2014 pedindo a volta do Canal 9

## Sede
39° 30′ 34″ N, 0° 25′ 27″ O
A sede da Radiotelevisió Valenciana e o Centro de Produção de Programas de Canal 9 em Valência assentam sobre um terreno localizado no município de Burjassot, nos subúrbios da cidade de Valência, ao lado da autoestrada de Ademuz. Em Alicante, existe outro centro de produção localizado num edifício localizado no centro da cidade.
As instalações da RTVV ocupam aproximadamente 15 000 metros quadrados. O centro de produção dispõe de três estúdios: o maior deles tem uma superfície de 800 metros quadrados com lugares para 200 pessoas. Os outros dois estúdios são de 400 e 200 metros quadrados. Os três espaços têm um sistema de iluminação controlado por microprocessador com memória de iluminação segundo o programa.